# 荒木白雲
荒木 白雲（あらき はくうん、安政6年（1859年）3月 - 没年不明）は、明治時代の浮世絵師、日本画家。

## 来歴
河鍋暁斎の門人。通称は三吉。白雲、荒三と号す。麹町区山下町一丁目の荒木喜作の子として生まれた。明治5年（1872年）、満13歳の時、暁斎に入門、修行9年目の明治14年（1881年）には白雲の号を使用している。白雲は仏画、花鳥画を得意としていた。また、同年の第2回内国勧業博覧会に起立工商会社の出品作品として「萩に鶉図」、「花籠図」（ともに絹張りの作品）を出品している。さらに、明治17年（1884年）4月11日から5月30日まで開催された第2回内国絵画共進会に「羅漢」と「枯木に烏」の2点を出品したことが知られている。この「枯木に烏」は、師の暁斎が明治14年に妙技二等賞を受賞した「枯木寒鴉図」に似た作品であったと想定できる。
なお、『河鍋暁斎絵日記』に三吉の名が見受けられるのは、明治17年2月15日に三吉が火鉢を暁斎の家に届けた様子の見られるの頃からで、その後、明治21年（1888年）9月5日まで、たびたび登場している。前述の第2回内国絵画共進会の開かれた翌日、明治17年4月12日からは同門で暁英と号していたジョサイア・コンドルの出稽古のため、暁斎に同行する様子が描かれており、明治19年（1886年）にコンドルが一時帰国する前後にも三吉が暁斎に同行、コンドルがイギリスに帰国した間の土曜日にはフランシス・ブリンクリーの家へ稽古に行っていた。しかし、このブリンクリーのもとに稽古に同行していたのも明治20年（1887年）5月21日までであった。その後、『河鍋暁斎絵日記』に三吉の名前がみられるのは、明治21年3月20日に暁斎の所に品川のりを届けに来たり、同年8月14日、最中を持ってきた三吉と暁斎が吉原へ灯籠を見に行ったりする場面である。
暁斎は明治22年（1889年）4月に没しており、暁斎の最晩年まで子弟関係が続いていたと思われる。
明治39年（1906年）8月刊行の『本朝画家人名辞書』に「白雲　荒木三吉ハ河鍋暁斎ノ門人ナリ安政六年生」とあり、明治後期までは彼が活躍していたことがわかるが、その後の消息は不明である。